# Anja Boche
Anja Boche (Schwerin, 8 ottobre 1981) è un'attrice tedesca.

## Biografia
Dopo la laurea, tra il 2000 e il 2004, Anja Boche studia all'Accademia di Musica e Teatro di Hannover. 
Dal 2007 al 2009 è nel cast della soap opera di ZDF andata in onda in Italia sur Rai 3, La strada per la felicità, nei panni di Nora Van Weyden, che, a partire dalla quarta stagione, diventa la protagonista femminile.

## Filmografia

### Cinema
- L'annulaire, regia di Diane Bertrand (2005)

### Televisione
- Die Dreigroschenoper, regia di Ulrich Waller (2004)
- Die Verbrechen des Professor Capellari – serie TV, episodio 1x17 (2004)
- Einsatz in Hamburg – serie TV, episodio 1x06 (2005)
- Die Rettungsflieger – serie TV, episodio 9x07 (2005)
- Der Vater meiner Schwester, regia di Christoph Stark (2005)
- M.E.T.R.O. - Ein Team auf Leben und Tod – serie TV, episodi 1x10-1x11 (2006)
- Meine Mutter tanzend, regia di Jan Ruzicka (2006)
- Hamburg Distretto 21 (Notruf Hafenkante) – serie TV, episodio 1x07 (2007)
- Einfache Leute, regia di Thorsten Näter – film TV (2007)
- Marie und die tödliche Gier, regia di René Heisig (2008)
- La strada per la felicità (Wege zum Glück) – serial TV, 320 puntate (2007-2009)
- In aller Freundschaft – serie TV, episodio 12x20 (2009)
- Rosamunde Pilcher – serie TV, episodio 1x78 (2009)
- 14º Distretto (Großstadtrevier) – serie TV, episodi 19x06-21x12-24x03 (2005-2010)
- Weihnachten im Morgenland, regia di Martin Gies (2010)
- Ein starkes Team – serie TV, episodio 1x47 (2011)
- Squadra Speciale Colonia (SOKO Köln) – serie TV, episodio 7x20 (2011)
- Danni Lowinski – serie TV, episodio 2x04 (2011)

## Programmi televisivi
- Volle Kanne (2008)

## Teatro
- Die Dreigroschenoper, regia di Ulrich Waller (2004)
- Die Wildente, regia di Anselm Weber (2005)
- Ein Sommernachtstraum, regia di David Bösch (2005)
- Acht Frauen, regia di Elias Perrig (2005)
- Wartesaal Deutschland (2009)
- Eines langen Tages Reise in die Nacht, regia di Ulrich Waller (2011)